# 女幹探 (1995年電視劇)
《女幹探》（英語：Lady Super Cops；中國大陸稱作《辣手干探俏娇娃》），香港亞洲電視1995年製作的電視劇，全劇共20集，由江　華、陳德容、麥景婷、林立三領銜主演，並由杨玉梅、陈丽斯、邵传勇、吳浣儀聯合主演，故事策劃為張小嫻，監製為蕭鍵鏗，剧情是由不同的案子（单元）串起来的。
本劇是台灣女星陳德容首次參演的香港劇集。
本劇曾在2009年於本港台重播。

## 剧情简介
这是一部警匪动作片。剧情的发展就像其他的警匪片一样，由不同的案子(单元)串起来。其实都差不多。至於角色个性：江　華哥哥在剧中饰演一位非常机警、出色的警长生sir。阿生表面看起来好像是个吊儿啷当(就是痞痞的)的人，好像什麼都不在乎。但实际上他做什麼事都比人细心、认真负责，且处处为人著想。而阿诗(陈德容饰)，也由一开始对他的憎恶，慢慢地瞭解他、欣赏他，甚至到最後爱上他...
　　不过碰到了感情的问题，唉～这位生sir似乎就不像他办案那样的果决、干脆了！最初，认为自己配不上阿诗，即使心里喜欢，却仍装作不在意，甚至不承认、故意气走阿诗...

## 演員表

### 李家
| 演員   | 角色   | 暱稱/關係                                                                                              |
| 譚少英 | 李母   | 英姐 李立本、李立生之母 方芷華之奶奶                                                                   |
| 林立三 | 李立本 | 李Sir、立本 CID督察 李立生之兄 方芷華之夫 與翁婷發生婚外情 於第10集失足掉進電梯槽 於第11集送院搶救不治 |
| 麥景婷 | 方芷華 | 芷華 CID督察 李立本之妻 李立生之長嫂兼上司                                                             |
| 江 華  | 李立生 | 生Sir、阿生 CID警員 李立本之弟 方芷華之小叔 陳佩詩第二任男友                                           |

### 陳家
| 演員                    | 角色   | 暱稱/關係                                                            |
| -                       | 陳世孝 | 1947年4月1日出生 羅麗娜之夫 陳佩詩之父 1993年3月27日離世             |
| 曾玉娟                  | 羅麗娜 | 1952年2月12日出生 陳世孝之妻 陳佩詩之母 1993年3月27日離世            |
| 李 岡                   | -      | 倫哥、舅父倫 羅麗娜之弟 陳世孝之小舅 陳佩詩之舅父                    |
| 趙冬兒（童年）          | 陳佩詩 | 阿詩 1973年出生 陳世孝、羅麗娜之女 梁耀輝之女友，後分手 李立生之女友 |
| 陳德容 （配音：曾秀清） | 陳佩詩 | 阿詩 1973年出生 陳世孝、羅麗娜之女 梁耀輝之女友，後分手 李立生之女友 |

### 九龍總部警署，CID#203
| 演員     | 角色   | 暱稱/關係                                                                         |
| 麥景婷   | 方芷華 | CID督察 參見#李家參見                                                             |
| 林立三   | 李立本 | CID督察 參見#李家參見                                                             |
| 陈丽斯   | 羅秀芳 | 芳姐、羅沙展 被聶萬欺骗感情                                                       |
| 江 華    | 李立生 | CID探員 參見#李家參見                                                             |
| 杨玉梅   | 翁婷   | 婷婷 CID探員 被眾人看好與李立生會成為一對，實與李立本發生婚外情，後期更懷有其骨肉 |
| 黃璦瑤   | 區倩紅 | CID探員                                                                           |
| 王慧嫻   | 張子明 | 明仔 CID探員                                                                      |
| 歐陽耀麟 | 梁定昌 | 昌少 CID探員                                                                      |
| 陳德容   | 陳佩詩 | CID探員 參見#陳家參見                                                             |
| 鍾秀群   | Sindy  | CID探員                                                                           |
| 吳浣儀   | 吳越秋 | 秋姐 清潔工人                                                                     |

### 其他演員
- 邵传勇 饰 梁耀輝（陳佩詩第一任男友，後分手）
- 蔡濟文 饰 何正忠（何濟公、何Sir；於第18集心臟病發身亡）
- 林韋辰 饰 警察
- 甄志強[註 3] 飾 高文傑（Ficker）
- 金慧英 饰 Kitty
- 吳元俊 饰 聶萬
- 關偉倫 饰 Philip張
- 韋家雄
- 甘山 饰 張Sir
- 蔡美蘭[註 4] 饰 陳翠蓮
- 黃美芬 饰 Bonnie
- 冼灝英[註 5] 饰 阿勇（劫匪）/江錦威
- 陳麗雲 饰 楊太（三婆）
- 李妮
- 曾守明 饰 劫匪
- 李慕瓊
- 梁錦燊 饰 秋夫
- 顔晉霖
- 吳曼麗 饰 偵
- 李樹佳
- 曾贊安
- 周兆麟
- 李錦榮 饰 Steve Wong
- 嘉俊
- 計祥龍[註 6] 饰 余偉德
- 賴榮顯[註 7] 饰 田中
- 洪志强[註 8] 饰 爛仔
- 招浩東[註 9] 饰 道友初
- 曾健明[註 10] 饰 羅彪/劉Sir
- 黃梓瑋[註 11] 飾 余麗霞
- 黃志榮[註 12] 飾 警察
- 方茹[註 13] 飾 威母
- 趙冬兒[註 14]
- 洪志成[註 15]

## 外景
- Club Grand
- 金巴倫幼稚園
- 黃大仙U.S.D
- 寶湖海鮮酒家
- Italian Tomato
- 長沙灣廣場
- 旋轉66
- 仕德福山景酒店
- 歡樂小天地
- 新樂餐廳
- 仁濟醫院林伯欣中學
- 海洋公園
- 林景閣
- 英皇御准香港賽馬會（香港賽馬會前身）
- South Island School
- 訊號山
- 九龍塘施貝拉餐廳
- 梳士巴利道尖沙咀海濱公園
- 富華大排檔
- 城門河敦煌畫舫（現水中天，亞視常用取景地點）
- 九龍酒店
- 伊利沙伯醫院
- 香港體育館
- 何文田樂園
- 千禧新世界香港酒店

## 音樂
- 張偉文歌曲《萬事錢行頭》
- 張露歌曲《給我一個吻》
- 鄭秀文歌曲《失憶》
- Spin Doctors歌曲《Have You Ever Seen The Rain》
- 林子祥歌曲《分分鐘需要你》
- 譚咏麟歌曲《也曾相識》
- 彭羚歌曲《等得太久》
- 葉倩文歌曲《你今天要走》
- 彭羚歌曲《如夢初醒》
- 黎明歌曲《愛情影畫戲》
- 譚詠麟歌曲《愛到你發狂》
- 顧媚歌曲《不了情》
- 陳淑樺歌曲《夢醒時分》
- 梅艶芳歌曲《裝飾的眼淚》

## 配樂
- 西村由紀江《昏昏》
- 川井憲次《南云しのぶのテーマ》
- 川井憲次《L no Higeki》
- 川井憲次《太田のラブテーマ》
- 川井憲次《ひろみのラプソディー (別ミックス) [M15]》
- 川井憲次《朝焼け》
- James Newton Howard《Main Title》
- John Du Prez《Wanda Visits Archie at Home》
- 渡辺宙明《ひとときの安らぎ》
- 星勝《BGM#3》
- 星勝《BGM#4》
- 川邊真《Somewhere》
- 日向敏文《Tenderly~Rica's Theme》
- 坂本龍一《Grace In Hospital》
- Hans Zimmer《Wedding Bells》
- 都留教博《奇妙な符号》
- 都留教博《初めの终り》